# Juan Pablo Suárez
Juan Pablo Suárez Suárez (Medellín 30 mei 1985) is een Colombiaans voormalig wielrenner. Suárez reed als junior ook op de baan en werd kampioen puntenkoers.

## Belangrijkste overwinningen

### Wegwielrennen
2007
2e etappe Ronde van Valle del Cauca
2010
2e etappe Ronde van Gravatai
9e etappe Clásico RCN
2e etappe Ronde van Guatemala
3e etappe Ronde van Guatemala
2011
3e etappe Ronde van Rio
Eindklassement Ronde van Rio
2014
 Pan-Amerikaans kampioenschap op de weg, Elite
2015
11e etappe Ronde van Colombia
2016
12e etappe Ronde van Colombia
3e etappe Clásico RCN
2017
4e etappe Ronde van Colombia
Eindklassement Clásico RCN

### Baanwielrennen
2009
 Pan-Amerikaans kampioen puntenkoers, Elite
2010
 Pan-Amerikaans kampioen achtervolging, Elite

## Resultaten in voornaamste wedstrijden
| Jaar | Milaan-San Remo |
| ---- | --------------- |
| 2012 | 97e             |

Arango · Beltrán · Carvajal · Castro · Contreras · Gil · Gómez · Martínez · Montaña · Muñoz · Ochoa · Salas · Suárez · Tejada